# Servei de Parcs Nacionals
El Servei de Parcs Nacionals (National Park Service, NPS) és una agència federal dels Estats Units responsable de l'administració dels parcs nacionals, monuments nacionals i altres propietats històriques i les àrees protegides en l'àmbit federal.
La creació de l'agència es remunta al 25 d'agost de 1916 per una llei del Congrés aprovada pel President Woodrow Wilson amb l'objectiu de «conservar i protegir els paisatges, llocs naturals i històrics, la fauna, la flora, per poder-les transmetre intactes a les generacions futures perquè ells també puguin admirar-les com ho vam fer en el nostre temps» (conserve the scenery and the natural and historic objects and the wild life therein and to provide for the enjoyment of the same in such manner and by such means as will leave them unimpaired for the enjoyment of future generations.)
L'NPS dona feina a més de 20.000 persones als Estats Units i 154.000 voluntaris. Una policia dels parcs (U.S. Park Police) va ser creada per a la vigilància dels llocs urbans a Nova York, Washington DC i San Francisco gestionats pel NPS. En canvi, els Park Rangers (guardaboscos o guardaparcs), tenen competència a la majoria dels parcs i altres unitats del sistema.

## Llocs gestionats
Vegeu també Llista de les unitats oficials del National Park Service
El NPS gestiona 411 unitats oficials que conformen el Sistema de Parcs Nacionals inclòs el 2016 almenys:
- 59 Parcs Nacionals (National Parks)
- 82 Monuments Nacionals (National Monuments)
- 29 Monuments Nacionals Commemoratius (National Memorials)
- 21 Reserves Nacionals (National Preserves i National Reserves)
- 18 Àrees Recreatives Nacionals (National Recreation Areas)
- 4 Ribes de Llac Nacionals (National Lakeshores)
- 10 Costes Nacionals (National Seashores)
- 15 Rius Nacionals i Rius Salvatges i Paisatgístics Nacionals (National Rivers, National Wild and Scenic Rivers i Riverways)
- 4 Vies Parcs Nacionals (National Parkways)
- 3 Senders Paisatgístics Nacionals (National Scenic Trails)
- 25 Camps de Batalla Nacionals, Parcs de Camp de Batalla Nacionals, Parcs Militars Nacionals i Llocs de Camp de Batalla Nacionals (National Battlefields, National Battlefield Parks, National Military Parks, i National Battlefield Sites)
- 129 Parcs Històrics Nacionals, Llocs Històrics Nacionals i Lloc Històric Internacional (National Historical Parks, National Historic Sites, i International Historic Site)
- 11 Altres Designacions (Other Designations)

Hi ha llocs amb aquestes designacions que no es consideren unitats oficials. Hi ha també unitats amb aquestes designacions (sobretot monuments nacionals, àrees recreatives nacionals, i rius nacionals i designacions de rius semblants) no gestionades pel Servei de Parcs Nacionals, sinó la Bureau of Land Management (Oficina de la Gestió de Terres), el United States Forest Service (Servei de Boscos dels Estats Units o Servei Forestal dels Estats Units) o altres entitats.

## National Park System (Sistema de Parcs Nacionals)
El Sistema de Parcs Nacionals és un terme per a tots els llocs gestionats per l'NPS. Aquest conjunt inclou aproximadament 342.000 quilòmetres quadrats, o el 3,6 per cent de la superfície dels Estats Units. El parc més gran és el Parc Nacional de Wrangell-Sant Elies a Alaska que conté 53.000 quilòmetres quadrats. L'àrea més petita és el monument nacional en honor de Tadeusz Kościuszko a Filadèlfia (Pennsilvània) que ocupa 80 metres quadrats. Hi ha també un nombre limitat de llocs afiliats amb el Sistema de Parcs Nacionals (gestionats pels estats o altres entitats) que reben assistència tècnica i financera del National Park Service que no són part del sistema. El 2007, tots els llocs de NPS van atraure 272 milions de visitants.

## Parcs nacionals dels Estats Units
Hi ha 59 parcs nacionals designats oficialment als Estats Units. Hi ha set parcs nacionals que s'uneixen amb una reserva nacional adjacent que porta el mateix nom. Mentre que s'administren conjuntament, són considerades com a unitats separades i les superfícies de les reserves nacionals no són incloses amb les xifres següents.
Hi ha 14 parcs nacionals que són part dels 13 llocs del Patrimoni de la Humanitat designatats per la UNESCO als Estats Units. Quatre més d'un total de 21 llocs del Patrimoni de la Humanitat dels Estats Units són part d'altres llocs gestionats pel Servei de Parcs Nacionals que no són parcs nacionals oficialment designats. Aquests inclouen el Monument Nacional de l'Estàtua de la Llibertat (Nova Jersey), el Parc Històric Nacional de la Independència (Pennsilvània), el Lloc Històric Nacional de San Juan (Puerto Rico) i el Parc Històric Nacional de la Cultura Chaco (Nou Mèxic).
| Nom (nom original)                                      | Foto / Patrimoni de la Humanitat?         | Localització                                                        | Data d'autorització    | km²      | Descripció |
| ------------------------------------------------------- | ----------------------------------------- | ------------------------------------------------------------------- | ---------------------- | -------- | --- |
| Acàdia (Acadia)                                         | Thunder Hole, Acadia National Park, Maine | Maine 44° 21′ N, 68° 13′ O / 44.35°N,68.21°O                        | 2 febrer de 1919       | 191.8    | Accadia cobreix la major part de Mount Desert Island i altres illes costaneres, i conserva la muntanya més alta a la costa atlàntica, cims de granit, costes, boscos i llacs. Hi ha hàbitats intermareals, d'aigua dolça i estuaris. |
| Samoa Americana (American Samoa)                        | Platja a Ofu                              | Samoa Americana 14° 15′ S, 170° 41′ O / 14.25°S,170.68°O            | 31 octubre de 1988     | 36.4     | Aquesta zona és el parc nacional més meridional dels Estats Units. Està en tres illes de la Samoa Americana, on es protegeixen esculls de corall, selves tropicals, muntanyes volcàniques i platges de sorra blanca. L'àrea és també la llar del ratpenat de Samoa (Pteropus samoensis) el mascarell bru, la tortuga marina i 900 espècies de peixos |
| Arcs (Arches)                                           | Arches                                    | Utah 38° 41′ N, 109° 34′ O / 38.68°N,109.57°O                       | 12 november de 1971    | 309.7    | Aquest lloc compta amb més de 2.000 arcs naturals de pedra sorrenca, entre ells el famós Arc Delicat. En un clima desèrtic, milions d'anys d'erosió han creat aquestes estructures. La terra àrida té les conques naturals que retenen l'aigua i una escorça de sòl que sustenta la vida. Altres formacions geològiques inclouen columnes de pedra, agulles, aletes i torres. |
| Badlands (Badlands)                                     | Badlands                                  | Dakota del Sud 43° 45′ N, 102° 30′ O / 43.75°N,102.50°O             | 10 novembre de 1978    | 982.4    | Els Badlands són una col·lecció de buttes, pinacles, agulles i praderies de gespa. Té els jaciments de fòssils de l'Oligocè més rics del món. Hi ha fauna tal coma el guineu veloç, el turó de peus negres, el mufló de les Rocoses i el bisó. |
| Big Bend (Big Bend)                                     | Big Bend                                  | Texas 29° 15′ N, 103° 15′ O / 29.25°N,103.25°O                      | 12 juny de 1944        | 3.242,2  | Anomenat així per la corba del Rio Grande a la frontera Mèxic-Estats Units, aquest parc inclou una part del Desert de Chihuahua. Una àmplia varietat de fòssils del Cretaci i el Terciari, així com artefactes culturals dels nadius americans existeixen dins dels seus límits. |
| Biscaí (Biscayne)                                       | Biscayne                                  | Florida 25° 39′ N, 80° 05′ O / 25.65°N,80.08°O                      | 28 juny de 1980        | 699.8    | Situat a la Badia Biscaína, aquest parc a l'extrem nord dels Cais de la Florida té quatre ecosistemes marins relacionats entre si: els boscos de manglars, la badia, els cais, i els eculls de corall. Animals en perill d'extinció inclouen el manatí del Carib, el cocodril americà, diverses espècies de la tortuga marina, i el falcó pelegrí. |
| Canyó Negre del Gunnison (Black Canyon of the Gunnison) | Canyó Negre del Gunnison                  | Colorado 38° 34′ N, 107° 43′ O / 38.57°N,107.72°O                   | 21 octubre de 1999     | 133.3    | El parc protegeix una quarta part del riu Gunnison. El precambrià canyó del riu té baixades molt pronunciades, i és un lloc per practicar ràfting i escalada. Aquest estret congost, fet de gneis i d'esquist, està sovint a l'ombra i apareix negre. |
| Canyó Bryce (Bryce Canyon)                              | Canyó Bryce                               | Utah 37° 34′ N, 112° 11′ O / 37.57°N,112.18°O                       | 25 febrer de 1928      | 145.0    | El Canyó Bryce és un gegant amfiteatre natural al llarg de l'altiplà Paunsaugunt. Aquesta zona única té centenars d'altes xemeneies de fades formades per l'erosió. La regió va ser poblada originalment pels nadius americans i més tard per pioners mormons. |
| Terres de Canyons (Canyonlands)                         | Canyonlands                               | Utah 38° 12′ N, 109° 56′ O / 38.2°N,109.93°O                        | 12 setembre de 1964    | 1.366,2  | Aquest paisatge va ser erosionat en barrancas, turons i altiplans pel riu Colorado, pel riu Verde i els seus afluents, que divideixen el parc en quatre districtes. Hi ha pinacles de roca i altres roques esculpides de manera natural, així com artefactes d'antics indis pueblo. |
| Capitol Reef (Capitol Reef)                             | Capitol Reef                              | Utah 38° 12′ N, 111° 10′ O / 38.20°N,111.17°O                       | 18 desembre de 1971    | 979,0    | Conté el Waterpocket Fold, que és un plec monoclinal de 160 quilòmetres de longitud on les capes geològiques de la terra són visibles. Altres atraccions geològiques consisteixen en monòlits i cúpules de pedra sorrenca, i penya-segats en forma del Capitoli dels Estats Units. |
| Cavernes de Carlsbad (Carlsbad Caverns)                 | Patrimoni de la Humanitat                 | Nou Mèxic 32° 10′ N, 104° 26′ O / 32.17°N,104.44°O                  | 14 maig de 1930        | 189,3    | Les Cavernes de Carlsbad té 117 coves, el més llarg de què és més de 190 quilòmetres de llarg. Les coves són la llar de més de 400.000 ratpenats cuallargs de Mèxic (Tadarida brasiliensis). Sobre la terra són el Desert de Chihuahua i el Districte Històric Rattlesnake Springs. |
| Illes del Canal (Channel Islands)                       | Illes del Canal                           | Califòrnia 34° 01′ N, 119° 25′ O / 34.01°N,119.42°O                 | 5 març de 1980         | 1.009,9  | Cinc dels vuit de les Illes del Canal estan protegits i la meitat de la superfície del parc és sota l'aigua. Les illes tenen un ecosistema mediterrani singular i són la llar de més de 2.000 espècies de plantes i animals terrestres. Hi ha 145 espècies que no són en cap altra part del món. |
| Congaree (Congaree)                                     | Congaree                                  | Carolina del Sud 33° 47′ N, 80° 47′ O / 33.78°N,80.78°O             | 10 novembre de 2003    | 107,4    | Al riu Congaree, aquest parc és l'extensió més gran de bosc inundable i bosc primari que es queda a Amèrica del Nord. Alguns dels arbres són els més alts de l'est dels Estats Units. Una passarel·la elevada recorre el pantà. |
| Llac del Cràter (Crater Lake)                           | Crater lake                               | Oregon 42° 56′ N, 122° 06′ O / 42.94°N,122.1°O                      | 22 maig de 1902        | 741,5    | El Llac del Cràter és a la caldera de Mont Mazama que va formar 7.700 anys després d'una erupció volcànica. És el llac més profund dels Estats Units i és conegut pel seu color blau i la claredat de l'aigua. Hi ha dues illes en aquest llac que de fet no té ni entrada ni sortida com que tota l'aigua arriba a través de la precipitació. |
| Vall del Cuyahoga (Cuyahoga Valley)                     | Vall del Cuyahoga                         | Ohio 41° 14′ N, 81° 33′ O / 41.24°N,81.55°O                         | 11 octubre de 2000     | 133,0    | Aquest parc al llarg del riu Cuyahoga té cascades, muntanyes, senders, i exposicions sobre la vida rural primitiva. Un sender segueix el camí de sirga d'Ohio & Erie Canal, on els muls van treure els vaixells del canal. El parc compta amb nombroses cases històriques, ponts i estructures. |
| Vall de la Mort (Death Valley)                          | Vall de la Mort                           | Califòrnia, Nevada 36° 14′ N, 116° 49′ O / 36.24°N,116.82°O         | 31 octubre de 1994     | 13.647,6 | La Vall de la Mort és el lloc més calent, més baix, i més sec dels Estats Units. Les temperatures diürnes han superat els 54 °C. És la llar de Conca Badwater, el punt més baix de l'hemisferi occidental. Hi ha canyons, badlands, dunes de sorra de molts colors, muntanyes i més de 1.000 espècies de plantes en aquest graben que és en una línia de falla. Altres punts geològics d'interès són les salines, fonts i buttes. |
| Denali (Denali)                                         | Denali                                    | Alaska 63° 20′ N, 150° 30′ O / 63.33°N,150.50°O                     | 26 febrer de 1917      | 19.185,8 | Centrat en el Mont McKinley, la muntanya més alta d'Amèrica del Nord, Denali conté un sol camí que condueix al Llac Wonder. McKinley i els altres pics de la serralada d'Alaska estan coberts per glaceres llargues i boscos boreals. La fauna inclou ossos grizzly, muflons de Dall, rens i llops. Una reserva nacional adjacent (que és una unitat separada tot i que està sota una administració conjunta) té el mateix nom que aquest parc nacional. |
| Tortugues Seques (Dry Tortugas)                         | Fort Jefferson                            | Florida 24° 38′ N, 82° 52′ O / 24.63°N,82.87°O                      | 26 octubre de 1992     | 261,8    | Les Tortugues Seques són a l'extrem oest dels Cais de Florida. Contenen el Fort Jefferson, la major estructura de maçoneria de l'hemisferi occidental. Com la major part del parc és l'aigua, és la llar dels esculls de corall i restes de naufragis. Només és accessible amb avió o vaixell. |
| Everglades (Everglades)                                 | Patrimoni de la Humanitat                 | Florida 25° 19′ N, 80° 56′ O / 25.32°N,80.93°O                      | 30 maig de 1934        | 6.104,8  | Els Everglades componen l'àrea salvatge subtropical més gran dels Estats Units. Aquest ecosistema de manglars i estuaris marins és la llar de 36 espècies protegides, incloent-hi la pantera de Florida, el cocodril americà, i el manatí del Carib. Algunes àrees han estat drenats i desenvolupats, però els projectes de restauració tenen com a objectiu restaurar l'ecologia |
| Portes de l'Àrtida (Gates of the Arctic)                | Portes de l'Àrtida                        | Alaska 67° 47′ N, 153° 18′ O / 67.78°N,153.30°O                     | 2 de desembre de 1980  | 30.448,1 | Aquest parc que protegeix la Serralada Brooks ja no té instal·lacions. El parc és la llar dels nadius d'Alaska, que per més de 11.000 anys han confiat en la terra i el caribú. Una reserva nacional adjacent (que és una unitat separada tot i que està sota una administració conjunta) té el mateix nom que aquest parc nacional |
| Glaceres (Glacier)                                      | Patrimoni de la Humanitat                 | Montana 48° 48′ N, 114° 00′ O / 48.80°N,114.00°O                    | 11 maig de 1910        | 4.101,8  | Aquest parc de llarga cooperació binacional que fa frontera amb el Parc Nacional dels Llacs Waterton del Canadà té 26 glaceres i 130 llacs nomenats. Hi ha estacions turístiques de caràcter històric i un camí històric, el Going-to-the-Sun Road, que travessa els pics alts de les muntanyes Rocoses. |
| Badia de les Glaceres (Glacier Bay)                     | Patrimoni de la Humanitat                 | Alaska 58° 30′ N, 137° 00′ O / 58.50°N,137.00°O                     | 2 desembre de 1980     | 13.050,5 | El parc té nombroses glaceres de marea, muntanyes i fiords. Les seves selves pluvials temperades i la badia són la llar dels ossos grizzly, cabres salvatges, balenes, foques i àguiles. Quan va ser descobert el 1794 per George Vancouver, tota la badia estava coberta pel gel, però les glaceres han retrocedit més de 105 quilòmetres. Una reserva nacional adjacent (que és una unitat separada tot i que està sota una administració conjunta) té el mateix nom que aquest parc nacional                                                                                          |
| Gran Canyó (Grand Canyon)                               | Patrimoni de la Humanitat                 | Arizona 36° 04′ N, 112° 08′ O / 36.06°N,112.14°O                    | 26 febrer de 1919      | 4926,7   | El Gran Canyó, esculpit pel riu Colorado, és de 446 quilòmetres de llarg, fins a 1,6 quilòmetres de profunditat i fins a 24 quilòmetres d'ample. Milions d'anys d'erosió han format capes de colors a l'altiplà del Colorado. |
| Grand Teton (Grand Teton)                               | Grand Teton                               | Wyoming 43° 44′ N, 110° 48′ O / 43.73°N,110.80°O                    | 26 febrer de 1929      | 1.254,5  | Grand Teton és la muntanya més alta de Teton Range. La vall de Jackson Hole i els llacs reflectors fan un contrast dramatic amb les altes muntanyes, que s'eleven abruptament des d'una vall glacial coberta de sàlvia. |
| Gran Conca (Great Basin)                                | Great Basin                               | Nevada 38° 59′ N, 114° 18′ O / 38.98°N,114.30°O                     | 27 octubre de 1986     | 312,3    | Basat al pic Wheeler, el parc conté pins bristlecone amb 5.000 anys d'antiguitat, morrenes glacials, i les Coves de Lehman de pedra calcària. Els seus cels nocturns són entre els més foscos del país. La seva fauna inclou el ratpenat orellut de Townsend (Corynorhinus townsendii), l'antílop americà, i la truita degollada de Bonneville (Oncorhynchus clarki utah). |
| Grans Dunes de Sorra (Great Sand Dunes)                 | Great Sand Dunes                          | Colorado 37° 44′ N, 105° 31′ O / 37.73°N,105.51°O                   | 13 setembre de 2004    | 173,9    | Les més altes dunes d'Amèrica del Nord arriben a 230 metres d'altura i s'aixequen al costat de pastures, matolls i aiguamolls. Van ser formades per dipòsits de sorra del Rio Grande a la Vall de San Luis. El parc també té llacs alpins, boscos primaris i sis muntanyes de 4.000 metres d'altitud. Una reserva nacional adjacent (que és una unitat separada tot i que està sota una administració conjunta) té el mateix nom que aquest parc nacional |
| Grans Muntanyes Fumejants (Great Smoky Mountains)       | Patrimoni de la Humanitat                 | Carolina del Nord, Tennessee 35° 41′ N, 83° 32′ O / 35.68°N,83.53°O | 15 juny de 1934        | 2.110,4  | Les Grans Muntanyes Fumejants, que formen part de les Muntanyes Apalatxes, tenen una àmplia gamma d'elevacions, de manera que són la llar de més de 400 espècies de vertebrats, 100 espècies d'arbres i 5.000 espècies de plantes. El senderisme és l'atracció principal del parc com que conté més de 1.300 quilòmetres de senders, incloent-hi 110 quilòmetres del Sender dels Apalatxes. Dels parcs nacionals designats oficialment, aquest és la més visitat amb més de nou milions de visitants cada any.                                                                           |
| Muntanyes de Guadalupe (Guadalupe Mountains)            | Muntanyes de Guadalupe                    | Texas 31° 55′ N, 104° 52′ O / 31.92°N,104.87°O                      | 15 octubre de 1966     | 349,7    | Aquest parc conté el pic de Guadalupe, el punt més alt de Texas, l'escènic canyó de McKittrick plé de aurons de sucre, una part del Desert de Chihuahua i un escull fossilitzat de l'època Permià. |
| Haleakalā (Haleakalā)                                   | Haleakalā                                 | Hawaii 20° 43′ N, 156° 10′ O / 20.72°N,156.17°O                     | 1 agost de 1916        | 117,7    | El volcà Haleakalā a Maui té un cràter molt gran, amb molts cons de cendra, així com el bosquet d'arbres exòtics de Hosmer i l'oca de Hawaii. La secció de Kipahulu té nombrosos estanys amb peixos d'aigua dolça. Aquest parc compta amb el major nombre d'espècies en perill d'extinció de tots els parcs nacionals designats oficialment. |
| Volcans de Hawaiʻi (Hawaiʻi Volcanoes)                  | Patrimoni de la Humanitat                 | Hawaii 19° 23′ N, 155° 12′ O / 19.38°N,155.20°O                     | 1 agost de 1916        | 1.308,9  | Aquest parc a la Big Island protegeix els volcans Kīlauea i Mauna Loa, dos dels més actius del món. Hi ha diversos ecosistemes del parc, que van des del nivell del mar fins a 4.000 metres. |
| Hot Springs (Hot Springs)                               | Hot Springs                               | Arkansas 34° 31′ N, 93° 03′ O / 34.51°N,93.05°O                     | 4 març de 1921         | 22,5     | L'únic parc nacional en el sentit estricte localitzat en una zona urbana, Hot Springs (Arkansas), aquest parc se centra en les aigües termals que s'administren per a l'ús públic. L'anomenada "Bathhouse Row" conserva 47 d'aquestes fonts termals que proporcionen molts minerals beneficiosos |
| Illa Royale (Isle Royale)                               | Isle Royale                               | Michigan 48° 06′ N, 88° 33′ O / 48.10°N,88.55°O                     | 3 de març de 1931      | 2.314,0  | L'illa més gran del Llac Superior, aquest parc de pocs visitants i no accessible amb cotxe és un lloc d'aïllament i zones silvestres. Té restes de naufragis, cursos d'aigua i senders. El parc també inclou més de 400 illes més petites, i inclou les aigües fins a 7,2 quilòmetres de l'Isle Royle. L'illa és famosa per les seves interaccions entre el llop i el uapití. |
| Arbres de Josuè (Joshua Tree)                           | Joshua Tree                               | Califòrnia 33° 47′ N, 115° 54′ O / 33.79°N,115.90°O                 | 31 Octubre de 1994     | 3.196,0  | Abasta parts del Desert de Colorado i el Desert de Mojave tant com les Muntanyes Little San Bernardino, i ofreix una llar per a l'arbre de Josué. A través dels canvis d'alçada són grans dunes de sorra, llacs secs, muntanyes escarpades, i monòlits de granit. |
| Katmai (Katmai)                                         | Katmai                                    | Alaska 58° 30′ N, 155° 00′ O / 58.50°N,155.00°O                     | 2 desembre de 1980     | 14.870,3 | Aquest parc a la península d'Alaska protegeix Valley of Ten Thousand Smokes, un flux de cendra format per l'erupció del Novarupta el 1912, així com el Mont Katmai. Més de 2.000 ossos bruns venen aquí a pescar salmó. Una reserva nacional adjacent (que és una unitat separada tot i que està sota una administració conjunta) té el mateix nom que aquest parc nacional |
| Fiords de Kenai (Kenai Fjords)                          | Fiords de Kenai                           | Alaska 59° 55′ N, 149° 39′ O / 59.92°N,149.65°O                     | 2 desembre de 1980     | 2.711,3  | Prop de Seward (Alaska) a la península de Kenai, aquest parc protegeix el camp de gel Harding i almenys 38 glaceres i fiords que se'n deriven. L'única zona accessible al públic per carretera és la glacera Exit, mentre que els altres només poden ser vistes amb vaixell |
| Canyó dels Reis (Kings Canyon)                          | Kings Canyon                              | Califòrnia 36° 48′ N, 118° 33′ O / 36.80°N,118.55°O                 | 4 març de 1940         | 1.869,2  | La llar de diverses arbredes de sequoies gegants i l'arbre General Grant, la segona més gran del món, aquest parc també protegeix el riu Kings i el riu San Joaquin, així com les muralles de granit del Canyó Kings i la Cova de Boyden. |
| Vall de Kobuk (Kobuk Valley)                            | Vall de Kobuk                             | Alaska 67° 33′ N, 159° 17′ O / 67.55°N,159.28°O                     | 2 desembre de 1980     | 7.084,9  | La Vall de Kobuk conserva 98 quilòmetres del riu Kobuk i tres regions de dunes de sorra. Creades per les glaceres, les dunes arriben a 30 metres d'altura i poden arribar a 38 °C. Són les dunes més grans de l'Àrtida. Dues vegades l'any, mig milió de caribús migren a través de les dunes i els penya-segats dels rius que contenen fòssils de l'Edat de Gel. Aquest és el menys visitat dels parcs nacionals designats oficialment. |
| Llac Clark (Lake Clark)                                 | Lake Clark                                | Alaska 60° 58′ N, 153° 25′ O / 60.97°N,153.42°O                     | 2 desembre de 1980     | 10.601,7 | La regió al voltant del Llac Clark té quatre volcans actius, incloent-hi el Mont Redoubt, rius, glaceres i cascades. Hi ha selves pluvials temperades, un altiplà de tundra, i tres serralades. Una reserva nacional adjacent (que és una unitat separada tot i que està sota una administració conjunta) té el mateix nom que aquest parc nacional |
| Volcànic de Lassen (Lassen Volcanic)                    | Lassen                                    | Califòrnia 40° 29′ N, 121° 31′ O / 40.49°N,121.51°O                 | 9 agost de 1916        | 430,5    | El 22 maig de 1915, una erupció explosiva al pic Lassen va llançar cendres volcàniques tan lluny com a 300 quilòmetres a l'est. Aquí la terra, per mitjà de tres diferents tipus de volcans, és testimoni de les forces de creació i destrucció. Situat en els boscos pacífics existeixen fumaroles xiulants i olles de fang bullent que encara canvien i donen forma a la terra. |
| Cova Colossal (Mammoth Cave)                            | Patrimoni de la Humanitat                 | Kentucky 37° 11′ N, 86° 06′ O / 37.18°N,86.10°O                     | 1 juliol de 1941       | 213,8    | Amb 631 quilòmetres de passadissos delineats, Cova Colossal té amb molt el sistema de coves més llarg del món. La seva fauna inclou vuit espècies de ratpenats, la gamba de cova de Kentucky (Palaemonias ganteri), el peix de cova del nord (Amblyopsis spelaea), i salamandres sense pulmons. A la superfície, el parc conté el riu Green de Kentucky, 112 quilòmetres de senders, pous i fonts. |
| Mesa Verde (Mesa Verde)                                 | Patrimoni de la Humanitat                 | Colorado 37° 11′ N, 108° 29′ O / 37.18°N,108.49°O                   | 29 juny de 1906        | 210,9    | Aquesta zona compta amb més de 4.000 jaciments arqueològics dels avantpassats dels indis pueblo, que van viure aquí durant 700 anys. Els habitatges dels penya-segats construïts als segles xii i xiii inclouen fins a 150 habitacions i 23 kives, amb passadissos i túnels. |
| Mont Rainier (Mount Rainier)                            | Mount Rainier                             | Washington 46° 51′ N, 121° 45′ O / 46.85°N,121.75°O                 | 2 març de 1899         | 953,5    | Mount Rainier, un volcà actiu, és el pic més prominent de la serralada de les Cascades, i està cobert per 26 glaceres nomenades inclosa la glacera d'Emmons, la més gran del territori continental dels Estats Units. La muntanya és molt popular per a l'escalada, i més de la meitat del parc està cobert per boscos subalpins i alpins. La localitat de Paradise al vessant sud rep més neu que gairebé qualsevol altre lloc del món. El sender Wonderland (150 km) envolta la muntanya.                                                                                              |
| Cascades del Nord (North Cascades)                      | Cascades del Nord                         | Washington 48° 42′ N, 121° 12′ O / 48.70°N,121.20°O                 | 2 october de 1968      | 2.042,8  | Aquest complex de muntanyes, llacs i glaceres inclou el parc nacional mateix i les Àrees Recreatives Nacionals de Llac Ross i de Llac Chelan. Llocs populars per practicar el senderisme i l'escalada dins del parc són Pas Cascade, Mont Shuksan, Mont Triumph i Pic Eldorado. |
| Olímpic (Olympic)                                       | Patrimoni de la Humanitat                 | Washington 47° 58′ N, 123° 30′ O / 47.97°N,123.50°O                 | 29 de juny de 1938     | 3.733,8  | Situat a la Península Olympic, aquest parc va des de la costa del Pacífic fins a selves pluvials temperats fins al Mont Olimp. Les glaceres de les muntanyes Olímpiques s'eleven per sobre de les selves Hoh i Quinault, l'àrea més humida de la part continental dels Estats Units. |
| Bosc Petrificat (Petrified Forest)                      | Petrified Forest                          | Arizona 35° 04′ N, 109° 47′ O / 35.07°N,109.78°O                    | 9 desembre de 1962     | 378,5    | El Bosc Petrificat es compon de centenars de jaciments arqueològics, els colors impressionants de Painted Desert, fòssils de dinosaures i estructures històriques. Els seus senders porten a troncs petrificats que tenen 225 milions d'anys i petròglifs molt més recents. |
| Pinacles (Pinnacles)                                    | Pinnacles                                 | Califòrnia 36° 29′ N, 121° 10′ O / 36.48°N,121.16°O                 | 10 gener de 2013       | 107,7    | La seva característica homònima constitueix les restes erosionades de la meitat d'un volcà extint. La zona és ideal per a l'escalada en roca. |
| Redwood (Redwood)                                       | Patrimoni de la Humanitat                 | Califòrnia 41° 18′ N, 124° 00′ O / 41.30°N,124.00°O                 | 2 octubre de 1968      | 455,3    | Aquest parc i els parcs estatals de gestió conjunta serveixen per protegir a gairebé la meitat de tota la resta de sequoies de Califòrnia, els arbres més alts de la Terra. Hi ha tres grans sistemes fluvials en aquesta zona d'una gran activitat sísmica i els 60 quilòmetres de costa protegida inclouen bassals intermareals i farallons. Les praderies, estuaris, costes, rius i ecosistemes forestals contenen una gran varietat de flora i fauna. |
| Muntanyes Rocoses (Rocky Mountain)                      | Bierstadt Lake, al Rocky Mountain NP      | Colorado 40° 24′ N, 105° 35′ O / 40.40°N,105.58°O                   | 26 gener de 1915       | 1.075,8  | Aquesta secció de les muntanyes Rocoses té més de 150 llacs riberencs, boscos montans i subalpins i tundra alpina. Una gran varietat de megafauna, incloent-hi el cérvol mul, el mufló de les Rocoses, l'os negre americà, i el puma, habita aquestes muntanyes volcàniques i valls glaceres. Longs Peak (4.346 m) i Bear Lake són entre les destinacions més populars. |
| Saguaro (Saguaro)                                       | Saguaro                                   | Arizona 32° 15′ N, 110° 30′ O / 32.25°N,110.50°O                    | 14 octubre de 1994     | 370,0    | El saguaro és el símbol universal de l'oest nord-americà. No obstant això, aquests cactus majestuosos només són presents en una petita porció dels Estats Units. Parc Nacional del Saguaro protegeix els gegants sub-tropicals a la vora de la moderna ciutat de Tucson. |
| Sequoia (Sequoia)                                       | Bosc Gegant                               | Califòrnia 36° 26′ N, 118° 41′ O / 36.43°N,118.68°O                 | 25 de setembre de 1890 | 1.635,1  | Aquest parc protegeix el Bosc Gegant, que conté l'arbre més gran del món, el General Sherman. També compta amb més de 240 coves, la muntanya més alta dels 48 estats contigües, Mont Whitney, i la cúpula de granit Moro Rock |
| Shenandoah (Shenandoah)                                 | Shenandoah                                | Virgínia 38° 32′ N, 78° 21′ O / 38.53°N,78.35°O                     | 22 maig de 1926        | 805,5    | Els boscos de fusta dura del parc cobreixen les muntanyes de la Cresta Blava on viu una gran varietat de megafauna. El Skyline Drive, un passeig escènic, i el Sender dels Apalatxes s'estenen des del nord fins al sud d'aquest parc estret. Compta amb més de 800 quilòmetres de rutes de senderisme al llarg de vistes paisatgístiques i de cascades del riu Shenandoah i els seus afluents. |
| Theodore Roosevelt (Theodore Roosevelt)                 | Theodore Roosevelt National Park          | Dakota del Nord 46° 58′ N, 103° 27′ O / 46.97°N,103.45°O            | 10 novembre de 1978    | 285,1    | Aquesta regió que va atreure i va influir el president Theodore Roosevelt és ara un parc que consta de tres seccions de badlands. A més de la caseta històrica de Roosevelt, hi ha recorreguts paisatgístics i oportunitats de practicar el senderisme fora de pista. La fauna inclou el bisó, l'antílop americà, el mufló de les muntanyes Rocoses, i el cavall salvatge. |
| Illes Verges (Virgin Islands)                           | Illes Verges                              | Illes Verges Nord-americanes 18° 20′ N, 64° 44′ O / 18.33°N,64.73°O | 2 agost de 1956        | 59.4     | L'illa de Saint John de les Illes Verges nord-americanes té una rica història humana i natural. Hi ha jaciments arqueològics del pople taino i ruïnes de les plantacions de sucre de l'època de Cristòfor Colom. Més enllà de les platges d'aigües cristal·lines hi ha manglars, praderies de pastures marins, esculls de corall i praderies d'algues |
| Voyageurs (Voyageurs)                                   | Voyageurs                                 | Minnesota 48° 30′ N, 92° 53′ O / 48.50°N,92.88°O                    | 8 gener de 1971        | 883,0    | Aquest parc és conformat per quatre llacs principals, que serveixen com llocs per practicar piragüisme, caiac i pesca. La regió té una rica història basada en la nació anishinaabemowin, així com els comerciants francesos de la pell anomenats voyageurs. Format per glaceres, hi ha penya-segats alts, jardins de roques, illes i badies i estructures històriques |
| Cova del Vent (Wind Cave)                               | Cova del Vent                             | Dakota del Sud 43° 34′ N, 103° 29′ O / 43.57°N,103.48°O             | 9 gener de 1903        | 137,0    | La Cova del Vent es distingeix per les seves formacions de calcita en forma d'aletes que es diuen boxwork o enreixats i els seus cristalls en forma d'agulles anomenats frostwork o agregats aciculars. És el sistema de coves més dens del món. Per sobre de la terra cobreixen el parc pastures mixtes amb animals com el bisó, turó de peus negres i el gosset de les praderies. Hi ha també boscos de pi Ponderosa on es torben el puma i el uapití. |
| Wrangell-Sant Elies (Wrangell-St. Elias)                | Patrimoni de la Humanitat                 | Alaska 61° 00′ N, 142° 00′ O / 61.00°N,142.00°O                     | 2 desembre de 1980     | 33.682,6 | Aquesta terra muntanyosa és a la confluència de les serralades d'Alaska, Chugach, i Sant Elies-Wrangell, que tenen moltes de les muntanyes més altes del continent, amb més de 4.900 metres, incloent-hi el Mont Sant Elies. Més del 25 per cent d'aquest parc de pics volcànics està cobert de glaceres, inclosa la Hubbard, una glacera de marea, la Malaspina, una glacera de peu de muntanya, i la Nabesna, una glacera de vall. Una reserva nacional adjacent (que és una unitat separada tot i que està sota una administració conjunta) té el mateix nom que aquest parc nacional |
| Yellowstone (Yellowstone)                               | Patrimoni de la Humanitat                 | Wyoming, Montana, Idaho 44° 36′ N, 110° 30′ O / 44.60°N,110.50°O    | 1 de març de 1872      | 8.983,2  | Situat a la Caldera de Yellowstone, el primer parc nacional del món té grans àrees geotèrmiques, com ara aigües termals i guèisers. El més conegut és el guèiser Old Faithful i la Gran Font Prismàtica. El Gran Canyó del riu Yellowstone dels magnífics tons grocs té nombroses cascades. Quatre serralades travessen el parc. Hi ha gairebé 60 espècies de mamífers, inclòs el llop, l'os bru, el linx, el bisó i el uapití. |
| Yosemite (Yosemite)                                     | Patrimoni de la Humanitat                 | Califòrnia 37° 50′ N, 119° 30′ O / 37.83°N,119.50°O                 | 1 octubre de 1890      | 3.080,7  | Yosemite té penya-segats altíssims, cascades, i sequoies, en una àrea de geologia i hidrologia diverses. Half Dome i El Capitán s'eleven de la Vall de Yosemite, igual que les cascades de Yosemite, la cascada més alta d'Amèrica del Nord. Tres arbredes de sequoies gegants i grans àrees silvestres són la llar d'una gran diversitat de la flora i fauna |
| Sion (Zion)                                             | Zion                                      | Utah 37° 18′ N, 113° 03′ O / 37.30°N,113.05°O                       | 19 november de 1919    | 593,3    | Aquesta zona geològicament únic té diversos canyons de pedra sorrenca de molts colors, altiplans alts i torres de roca. Arcs naturals i formacions exposades de l'altiplà de Colorado formen una gran àrea salvatge que consta de quatre ecosistemes diferents. |